# Uxanén
Uxanén (pronunciado [u.ʃa'nen], en árabe: أوشانـن‎, en francés: Ouchanen) es una localidad marroquí perteneciente al municipio de Tensamán, en la región Oriental. Desde 1912 hasta 1956 perteneció a la zona norte del Protectorado español de Marruecos.